# DNA (album, Getter Jaani)
DNA je třetí studiové album estonské popové zpěvačky Getter Jaani. Bylo vydáno pod vydavatelství Moonwalk Records 12. prosince 2014. Album produkoval Sven Lõhmus a obsahuje mimo jiné i čtyři singly: „NYC Taxi“, „Meelelahutajad“, „Rannamaja“ a „Isa jälgedes“, ale i akustickou verzi singlu „Valged ööd“, při které hrál na kytaru Kristjan Kaasik.

## Seznam skladeb
1. DNA
2. Dance Michael
3. Lootuste tänaval
4. Isa Jälgedes (& Risto Vürsti)
5. Donna (& Anne Veski)
6. Kullaväljade tuul
7. Rannamaja (& Koit Toome)
8. GJ
9. Meelelahutajad (& Maia Vahtramä)
10. NYC Taxi
11. Ära kahetse
12. Ela igavesti kallis
13. Valged ööd (akustiline versioon) kitarril Kristjan Kaasik